# Livovská jelšina
Livovská jelšina je přírodní rezervace v katastrálních územích obcí Livov a Lukov v okrese Bardejov v Prešovském kraji na Slovensku. Území bylo vyhlášeno v roce 1986 a jeho rozloha je 13,17 hektaru. Předmětem ochrany jsou karpatské potoční olšiny v Čergově s hojným výskytem pérovníku pštrosího (Matteuccia struthiopteris).